# Intimiteit

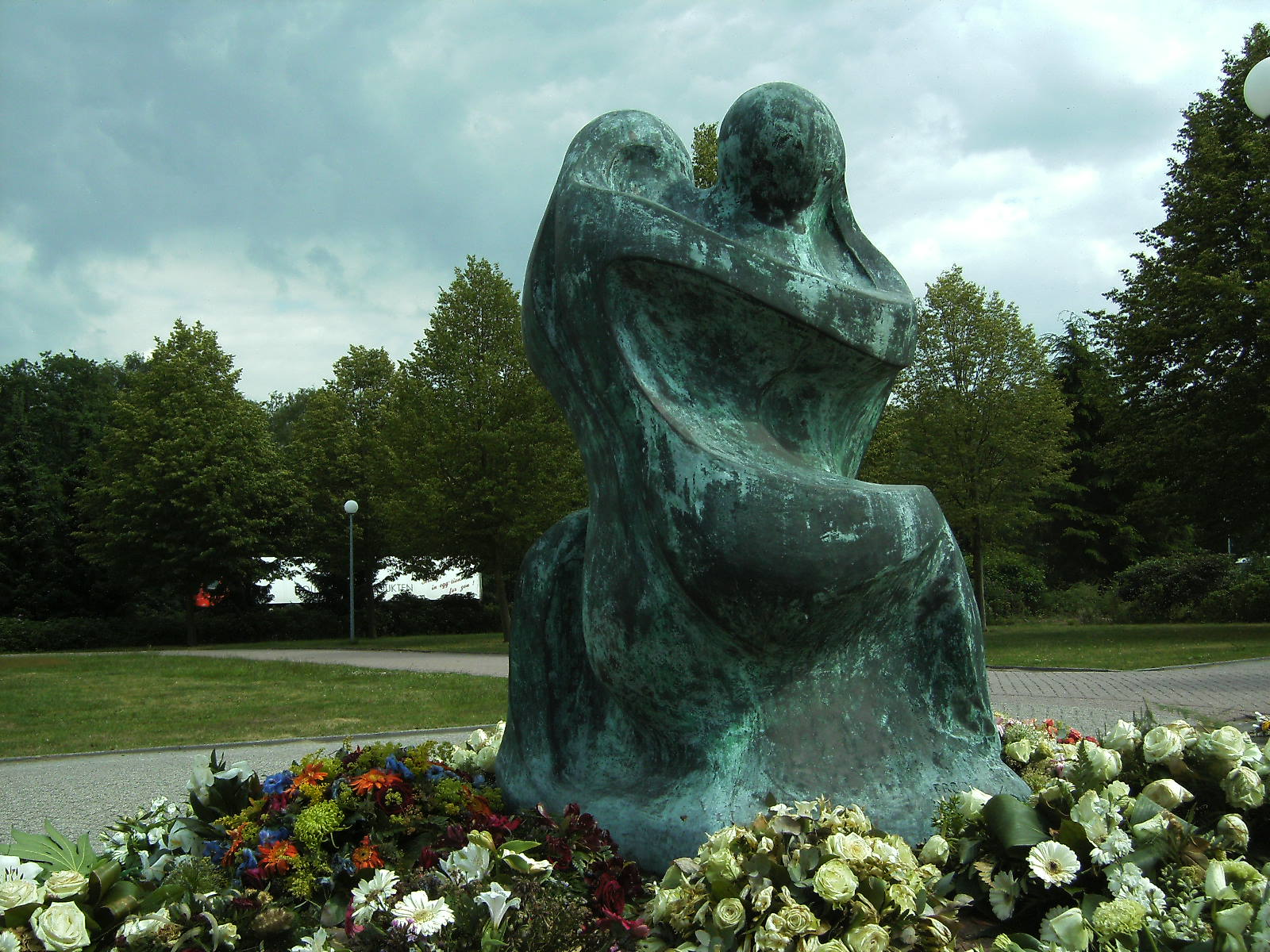
Brons door beeldhouwer Fred Tuijnman

Intimiteit is een ervaring van verbondenheid tussen mensen of tussen mensen en andere dieren of tussen mensen en natuur. Deze verbondenheid kan lichamelijk en/of emotioneel en/of spiritueel zijn. De ervaring van intimiteit is afhankelijk van een situatie en daarmee beperkt in tijd en ruimte. Hoewel een behoefte aan intimiteit een universeel verschijnsel lijkt, zijn er grote verschillen in de aard en omvang van intimiteit tussen maatschappijen.

## Fysiek
Als iemand een ander aanraakt kan dat beschouwd worden als een vorm van lichamelijke intimiteit (naast andere vormen, zoals alleen kijken). Het kan functioneel zijn, of onvermijdelijk (zoals bij grote drukte), maar kan ook een doel op zich zijn, om het prettige lichamelijke gevoel en/of bevestiging en versterking (of aan derden tonen) van het gevoel van verbondenheid. Het begrip lichamelijke intimiteit wordt in engere zin ook wel alleen voor het laatste gebruikt. Soms vindt de een de aanraking gewenst, de ander niet; het in principe neutrale woord betasten wordt vaak in negatieve zin gebruikt. Als de een niet respecteert dat de ander het ongewenst vindt, of te bruusk handelt met onvoldoende duidelijkheid dat de ander het gewenst vindt (en deze het inderdaad ongewenst vindt), spreekt men van ongewenste intimiteit(en). Daarnaast is er de term ongepaste aanraking, voor situaties en/of soorten aanraking waarbij het gedrag sowieso ongepast is, ongeacht of de ander dit accepteert.
Doelbewuste lichamelijke aanraking kan seksueel getint zijn, maar ook andere vormen komen voor: men slaat de arm om elkaar heen, men zit zeer dicht tegen elkaar aan, men loopt gearmd. Het is van de cultuur afhankelijk welke vormen van intimiteit worden geaccepteerd. De cultuur bepaalt ook of deze vormen tussen vrouwen, tussen mannen of tussen beide geslachten aanvaardbaar zijn. (In het Cambridge van de vroege 20e eeuw was het bijvoorbeeld heel gebruikelijk dat mannelijke studenten elkaar een arm gaven.)
Hoewel intimiteit, en dus ook door een van beiden ongewenste intimiteit, dus niet altijd seksueel getint hoeft te zijn, heeft bij ongewenste intimiteit zowel de drijfveer van de een als de afkeer van de ander vaak wel te maken met het seksuele aspect. Men spreekt dan ook wel van seksueel grensoverschrijdend gedrag. De "grens" kan betrekking hebben op sociale aanvaardbaarheid in het algemeen of in een bepaalde functie of omstandigheid, of een juridische grens van strafbaarheid. Overigens kan er ook zonder aanraking sprake zijn van ongewenste intimiteiten en seksueel grensoverschrijdend gedrag.

## Emotioneel
Emotionele intimiteit houdt in dat men gevoelens met elkaar deelt, of dat men de ander deelgenoot maakt van de eigen gevoelens. Ook hier kan de cultuur weer bepalen wat geoorloofd is. Zo zal er in culturen waarin ieder gemengdgeslachtelijk contact vóór het huwelijk wordt afgekeurd, soms wel een zekere emotionele intimiteit tussen geslachtsgenoten zijn toegestaan. Vrouwen worden hartsvriendinnen, mannen delen geheimen met elkaar. In situaties waarin het openbaren van emoties gewenst of geboden is (bijvoorbeeld in therapie maar ook op sociale media en in politieke debatten) is er minder sprake van intimiteit dan wanneer het openbaren of delen van emoties onverwachts plaatsvindt.

## Spiritueel
Spirituele intimiteit wordt wel ervaren door personen die een levensbeschouwelijke of filosofische opvatting delen. De gemeenschappelijke opvatting of ervaring schept dan een sterke band, waardoor men zich zeer nabij de ander voelt. Om dergelijke gevoelens op te wekken worden door rituelen intimiteits-bevorderende situaties geschapen.